# 南紅河鎮區 (明尼蘇達州基特遜縣)
南紅河鎮區（英語：South Red River Township）是位於美國明尼蘇達州基特遜縣的一個行政鎮區。

## 地方資料
南紅河鎮區的面積為46.70平方千米，當中陸地面積為46.20平方千米，而水域面積為0.50平方千米。根據2020年美國人口普查的數據，當地共有人口20人，而人口密度為每平方千米0.43人。